# Lovro Paparić
Lovro Paparić, hrvaški vaterpolist, * 5. avgust 1999, Rijeka, Hrvaška.
Igra za hrvaški vaterpolski klub Primorje iz Rijeke. Visok je 195 centimetrov, težak pa 118 kilogramov.